# Ист-Гэмпшир
Ист-Гэмпшир (англ. East Hampshire) — неметрополитенский район (англ. non-metropolitan district) со статусом боро в графстве Гэмпшир (Англия). Административный центр — город Питерсфилд.

## География
Район расположен в восточной части графства Гэмпшир, граничит с графствами Суррей и Западный Суссекс.

## История
Район образован 1 апреля 1974 года в результате объединения городских районов (англ. urban district) Питерсфилд и Олтон и сельских районов (англ. Rural District) Олтон и Питерсфилд.

## Состав
В состав района входят 3 города:
- Бордон
- Олтон
- Питерсфилд

и 38 общин (англ. civil parish).